# Ое Кендзабуро
Кендзабуро Ое (яп. 大江 健三郎, 31 січня 1935 — 3 березня 2023) — японський письменник-гуманіст, автор понад 20 романів і повістей, декількох збірок оповідань і численних есеїв. У своїх творах Ое Кендзабуро намагається подолати нігілізм, безвідповідальність і відчуженість сучасної людини, що досягли, на його думку, своєї апотеози у Другій світовій війні. Для творчости письменника характерні глобальний масштаб, есхатологічні мотиви, проблеми природи насильства, підкреслення маргінальности і пошук адекватної сьогоденню трансцендентности у колективній суті людини і природньому життєвому устрої. На світогляд і творчий метод Ое великий вплив мала класична японська і гуманістична європейська література, філософія екзистенціалізму, аналітична психологія Юнга, антропологія Масао Ямаґуті, а також семіотика Лотмана й естетична концепція гротескного реалізму, що її був запропонував Бахтін. Не приймаючи соціального соліпсизму, Ое займає активну суспільну позицію, зробивши своїм кредом вислів данського філолога Крістофера Ніропа: «Той, хто не протестує проти війни, стає співучасником війни». За свої твори Кендзабуро Ое було удостоєно цілої низки найвищих японських і міжнародніх літературних нагород, зокрема Нобелівської премії з літератури (1994). Художні й публіцистичні твори письменника перекладено багатьма мовами світу.

## Біографія

### Дитинство і юність
Народився 31 січня 1935 року в Японії, у селі Осе (нині частина містечка Утіко) префектури Ехіме, на острові Шікоку. Він був п'ятою дитиною і третім сином у багатодітній сім'ї. У 1944 році у віці дев'яти років Кендзабуро майже одночасно втратив бабусю, що була його опікуном, і батька, який загинув на війні. У 1947 році Ое вступив до середньої школи Осе. Після її закінчення перейшов до вищої школи Утіко. У цей час він власноручно переписував з книг уривки творів Достоєвського, які утворили невелику хрестоматію, котра служила для знайомства його однолітків з творчістю російського класика. У 1951 році через систематичне цькування з боку інших школярів, яке Ое детально опише у романі «Виривай паростки, винищуй дитинчат», він перейшов до школи Мацуяма, адміністративного центру префектури Ехіме. Там Ое почав писати вірші і редагувати літературну секцію шкільного журналу «На долоні». У новій школі Ое познайомився з Ітамі Дзюдзо, своїм майбутнім шуряком. Вони стали близькими друзями, проводили багато часу в бесідах про літературу і за читанням класичної китайської поезії. Після закінчення школи в березні 1953 року Ое вирушив до Токіо, де спробував вступити до Токійського університету, але, не завершивши складання іспитів, відмовився від цієї ідеї і виїхав до міста Фудзісава у префектурі Канаґава. Там він прожив до наступного року, відвідуючи підготовчі курси для вступу в університет.

### Університетські роки
У квітні 1954 року Ое з другого разу поступив на філологічний факультет Токійського університету. Після вступу він поселився у дешевому пансіоні у Токіо у районі Накано. В університеті почалася його літературна діяльність: у вересні він написав для студентського театру п'єсу «Плач небес», а його перша публікація того ж місяці в студентському журналі «Гакуен» (розповідь «Вулкан») принесла йому першу літературну премію. До кінця року Ое завершив ще декілька творів малої форми, зокрема п'єсу «Літні канікули». Ці юнацькі твори писалися від випадку до випадку і без якої-небудь думки про те, щоб коли-небудь стати письменником. У тому ж році Ое захопився вивченням творів Паскаля і Камю. Вирішуючи, творчість кого з них вибрати для дипломного дослідження на ступінь бакалавра, він врешті-решт обрав іншого — Сартра. Ое присягнув собі нічого не читати французькою мовою до закінчення університету, поки не прочитає повні збірку творів Сартра.
У квітні 1956 року Ое перейшов на відділення французької літератури філологічного факультету Токійського університету, де почав займатися під керівництвом професора Ватанабе Кадзуо. У вересні, будучи сценаристом університетського драматичного гуртка, він написав п'єси «Труп без рота» і «Звірині голоси», остання з яких була відібрана для участі в університетському конкурсі. Обидві п'єси Ое написав протягом останніх днів літніх канікул, які провів на рідному Шікоку: за винятком цих декількох днів, він присвятив все літо достроковому виконанню поставленого раніше плану прочитання повного зібрання творів Сартра в оригіналі (первинний термін: до закінчення університету).
У травні 1957 року новела «Дивакувата робота» (переробка написаної раніше п'єси «Звірині голоси») була названа критиком Ара Масахіто переможцем університетського конкурсу. Її опублікували у газеті Токійського університету. Основою для написання новели послужив досвід роботи в університетській лікарні, де Ое стежив за трупами людей, що дозволили використання своїх тіл в медичних цілях після смерті. З публікацією у «Майніті Сімбун» позитивної рецензії відомого літературного критика Хірано Кен на «Дивакувату роботу», Ое отримав цілий ряд пропозицій від літературних журналів. Незабаром у журналі «Бунґакукай» опублікували новелу «Зарозумілість трупів», яка потім була висунута на премію імені Акутаґави Рюносуке. Проте, не зважаючи на підтримку журі Кавабати Ясунарі, Іноуе Ясусі та Фунабасі Сейіті, новела Ое поступилася одним голосом розповіді Кайко Такесі «Голий король».
Починаючи з 1958 року Ое почав активно публікуватися у провідних літературних журналах Японії — «Гундзо», «Сінтьо» і інших. У липні він був удостоєний премії імені Акутаґави Рюносуке за повість «Вирощування худоби». Ряд членів журі висловлювалися про недоречність присудження премії, оскільки вже тоді Ое насилу можна було віднести до літературних дебютантів. Проте її все ж таки надали Ое, оскільки «Вирощування худоби» була єдиним твором-кандидатом, що відповідав необхідному рівню. У результаті різкої зміни побуту, який був пов'язаний з повномасштабною але несподіваною письменницькою діяльністю, 23-річний Ое пережив глибоку особисту кризу і потрапив до лікарні після отруєння, викликаного передозуванням снодійного. Одержавши лист від свого вчителя Ватанабе Кадзуо, в якому той написав Ое про необхідність перейти від нетривіальності повсякденності до нетривіальності творів, молодий письменник відновив душевну рівновагу.
Весною 1959 року Ое закінчив філологічний факультет Токійського університету. Тема дипломної роботи, що була виконана під науковим керівництвом Ватанабе Кадзуо. називалась «Про образи у прозі Сартра». В анотації до диплому, що був написаній французькою мовою, Ое вказав на виявлене ним фундаментальну невідповідність між образами і стилем викладу у художніх і філософських роботах Камю і Сартра. Диплом отримав оцінку «добре». У роки навчання в університеті Ое читав настільки багато, що ходили чутки ніби він перечитав усі книги в університетській бібліотеці.
У жовтні, на запрошення Ето Дзюна, редактора літературного журналу «Міта бунґаку», разом з письменником Ісіхара Сінтаро, режисером Хані Сусуму та іншими представниками японської інтелігенції, Ое взяв участь в круглому столі, що був приурочений до виходу жовтневого і листопадового випусків журналу. Виступ Ое, який відкривав зустріч і називвся «Розлючена молодь», привернув до себе багато уваги. На тому ж круглому столі він познайомився з композитором Такеміцу Тору, з яким приятилював до кончини Такеміцу у 1996 році. До кінця року Ое переїхав у Сетаґая, передмістя у західній частині Токіо, де він проживає по сьогодні.

### Кар'єра письменника
У лютому 1960 року Ое одружувався на Ітамі Юкарі, старшій доньці відомого кіносценариста Ітамі Мансаку (з Ітамі Дзюдзо, братом Юкарі, Ое знайомий з юності). У травні у складі третьої японсько-китайської літературної делегації разом з Нома Хіросі, Камей Кацуітіро, Кайко Такесі й іншими провідними японськими письменниками Ое відвідав Китайську Народну Республіку, де зустрівся з Мао Цзедуном.
У березні 1961 року Ое отримав погрози від правих політичних організацій, спровоковані опублікованою раніше повістю «Сімнадцятилітній»: видавництво було вимушене принести публічні вибачення правим. Того ж року як член оргкомітету письменник взяв участь у позачерговій конференції письменників країн Азії і Африки, що пройшла у Токіо, але потім на знак протесту проти проведеного КНР першого ядерного випробування залишив посаду. Значну частину цього року Ое провів в подорожах по Європі, відвідавши Болгарію, Грецію, Італію, Польщу, СРСР, Францію і Велику Британію. У Парижі Ое зустрівся з Сартром. Разом з ним і Симоною де Бовуар Ое взяв участь у демонстрації проти військових дій Франції в Алжирі. Під час перебування в Парижі він дізнався про самогубство свого друга Танака Макото. У грудні Ое повернувся до Японії, після чого в 1962 році написав присвячений своїй подорожі по Європі збірку «Голос Європи і мій власний голос».
У липні 1963 року в Ое народився син Хікарі з серйозним пошкодженням головного мозку. Дитині зробули першу з серії операцій, необхідних для збереження йому життя. Пізніше у Ое народяться дві здорові дитина — донька Нацуміко і син Сакурао. У серпні того ж року Ое відвідав Хіросіму разом з Ясуе Рьосуке, президентом видавництва «Іванамі», і почав збирати інформацію для есе про атомну трагедію Хіросіми. Перші нотанки, які згодом складуть «Хіросімські записки», були опубліковані у жовтні наступного року в журналі «Секай». У 1964 році Ое припинив членство в «Асоціації японсько-китайського культурного обміну» на знак протесту проти проведеного КНР першого ядерного випробування і отримав премію видавництва «Сінтьося» за роман «Особистий досвід».
Весною 1965 року Ое вперше відвідав Окінаву, влітку — США, де провів липень і серпень в Гарвардському університеті, а вересень і жовтень — в Атлантик-Сіті, де зустрівся з активістами руху за права негрів, і Ханнібале, Міссурі, місті, де провів своє дитинство Марк Твен. У 1966 році видавництво «Сінтьося» розпочало видання першого 6-томного зібрання творів Ое. Воно було завершене наступного року. У липні 1967 року у сім'ї письменника народилася дочка Нацуміко (菜採子). У вересні Ое був удостоєний премія імені премія імені танідзаки Дзюн'ітіро за роман «Футбол 1860 року». У листопаді Ое знов відвідав Окінаву, куди він вирушив для написання репортажу про переговори прем'єра Сато Ейсаку з американським президентом Ліндоном Джонсоном.
Березень 1968 року Ое провів в Аделаїді, Австралія разом з письменниками Гансом Енценсбергером і Мішелем Бютором. У травні вийшов в друк англійський переклад роману «Особистий досвід», що отримав широкий розголос в американській і західноєвропейській пресі. Після публікації романа англійською мовою Ое відвідав США на особисте запрошення Барні Россета, президента видавництва «Grove Press», що випустило переклад. Перебування в США склало близько трьох тижнів, за час яких разом з перекладачем Джоном Натаном він відвідав Гарвардський, Колумбійський і Принстонський університети, де активно брав участь в публічних дискусіях, читав лекції і давав численні інтерв'ю. Восени, після повернення із США, Ое вирушив на Окінаву, щоб підтримати ліберального політика Яру Тьобьо на перших публічних виборах після закінчення американської окупації. В кінці року син Хікарі переніс останню з серії операцій на головному мозку.
На початку 1969 року Ое важко пережив втрату близького друга і борця за звільнення Окінави від американської окупації, Фуругена Согена. Отримавши звістку про його смерть, він в черговий раз вирушив на Окінаву. У лютому того ж року Ое виступив з промовою в префектурі Ямагуті на зборах Об'єднання допомоги жертвам атомного бомбардувань.
До кінця 60-х, не зважаючи на плідну літературну діяльність і широке визнання його робіт в Японії, ще складно було уявити, що неортодоксальні твори Ое здобудуть резонанс у світовому масштабі. Проте Місіма Юкіо, що фактично втратив надію надію на отримання Нобелівської премії з літератури після присудження її у 1968 році Кавабата Ясунарі який передбачив, що наступним японським нобелівським письменником стане саме Ое. Відносини Місіми з полемізуючим з ним Ое, багатообіцяюче почалися з особистого запрошення на бенкет в його резиденції, проте швидко переросли в конфлікт через націоналістичні погляди Місіма. У характерній для нього епатажній манері Місима виразив своє відношення до Ое таким чином: «Як дівчата, що приїхали з гірської глушини Тохоку, потрапляють на станції Уено у лапи сутенерів і торгують своїм тілом, так і він [Ое], приїхавши з гірської глушини Шікоку, потрапив у лапи Ватанабе Кадзуо і тепер займається проституцією у борделі під назвою Іванамі».
Частину 1970 року Ое провів в подорожі по країнах Південно-Східної Азії. У 1973 році він був удостоєний найпрестижнішої літературної премії Японії, премії імені Номи Сейдзі, за роман «Обійняли мене води до душі моєї», на створення якого у письменника пішло шість років. У травні 1975 року Ое пережив смерть свого університетського наставника Ватанабе Кадзуо. Наприкінці року письменник взяв участь у дводенному голодуванні на знак протесту проти політичних гонінь, яким був підданий корейський поет Кім Чи Ха. Період часу з березня по липень року Ое провів у Мексиці, де працював запрошеним лектором у «Collegio de Mexico» (м. Мехіко). Знайомство з мексиканською культурою пізніше знайде своє віддзеркалення в одному з найважливіших творів письменника, романі «Ігри сучасників» (1979).
Кендзабуро Ое помер 3 березня 2023 року у 88-річному віці.

## Вшанування
На честь письменника названо астероїд 6931 Кендзабуро.

## Переклади українською
- «Історія М/Т і лісового дива». — «Всесвіт», № 11-12, 1989. Перекладач Ігор Дубінський
- «Особистий досвід. Обійняли мене води до душі моєї». — Видавництво «Фоліо», 2011. Перекладачі: Євген Козирєв, Дмитро Москальов.